# Cueva de Palomas I
La cueva de Palomas I es un abrigo con representaciones rupestres localizado en el término municipal de Tarifa, provincia de Cádiz (España). Pertenece al conjunto de yacimientos rupestres denominado Arte sureño, muy relacionado con el arte rupestre del arco mediterráneo de la península ibérica.
Este abrigo fue localizado por Henri Breuil en 1929 y publicado por primera vez en su obra Rock paintings of Southern Andalusia. A Description of a neolithic and copper age Art Group y estudiada en profundidad por varios autores posteriormente, entre ellos el historiador alemán Uwe Topper. Se encuentra localizada en la Sierra del Pedregoso a unos 250 metros sobre el nivel del mar junto a otras tres cuevas Cueva de Palomas II, Cueva de Palomas III y Cueva de Palomas IV que se encuentran en la misma cresta rocosa y con las que guarda estrecha relación.
La cueva de Palomas I posee dos entradas, una diez metros por encima de la otra. La primera se encuentra abierta al oeste-sudeste y tiene un diámetro de 13 metros mientras que la inferior se abre hacia el lado opuesto y tiene unos 6 metros de anchura. En el interior de la covacha existe un panel con pinturas de 4,60 metros de longitud, la mayor de las conocidas en la región en la pared oriental y unos signos aislados y un zoomorfo en la occidental. En el panel principal aparecen numerosas representaciones antropomorfas y zoomorfas que Topper interpreta como escenas de caza y de actividades ganaderas. Las pinturas son de estilo esquemático y semiesquemático con numerosas imágenes repintadas y añadidos de diferentes épocas. En la pared oriental existen varios signos esquemáticos representando un rebaño con pastor. Junto a estos signos aparece una representación del contorno de una cabeza de caballo de pigmento pardo muy débil que por su estilo induce a pensar con reservas que es paleolítico. De ser así sería el único ejemplo de este arte en la región.

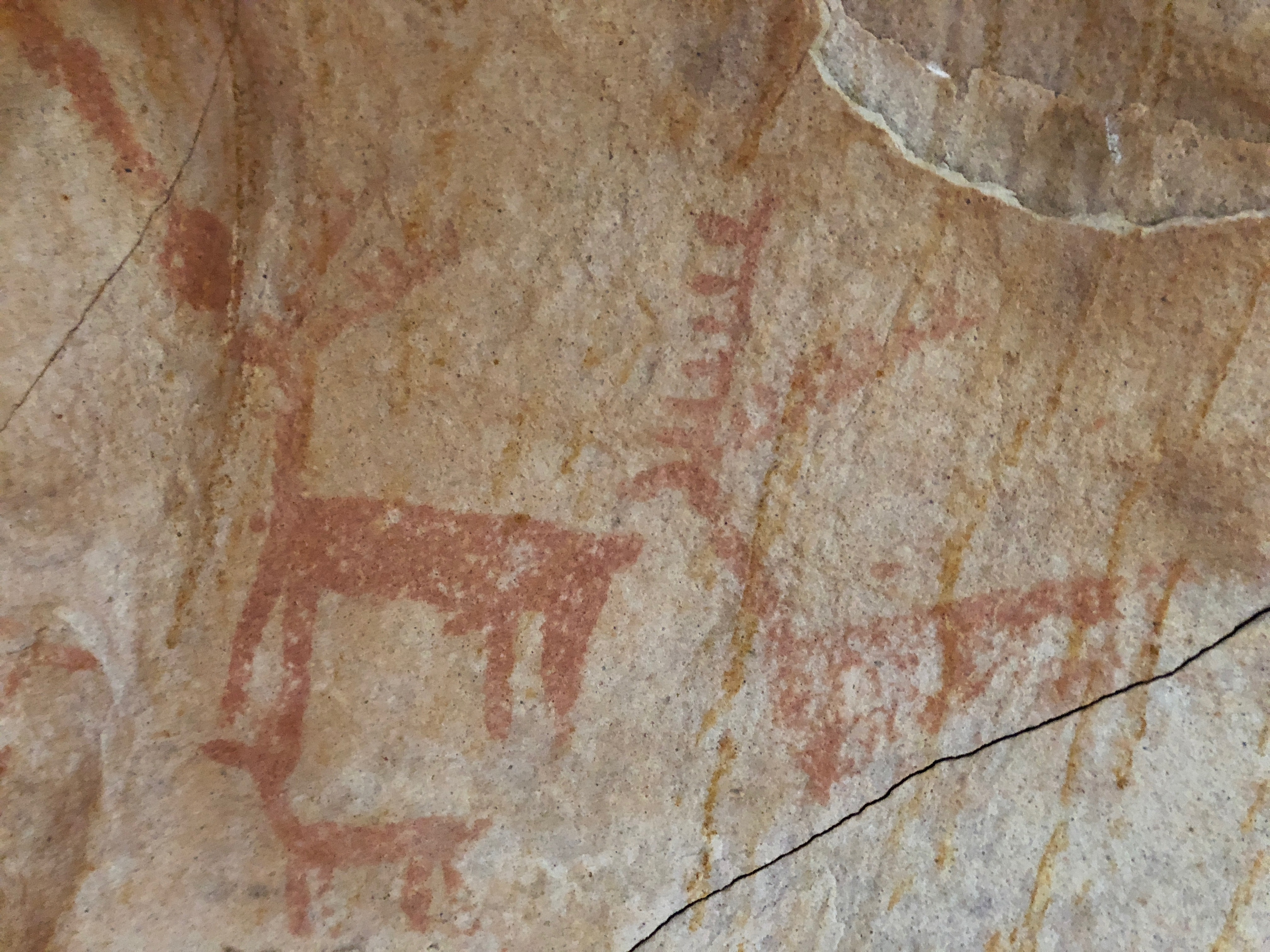
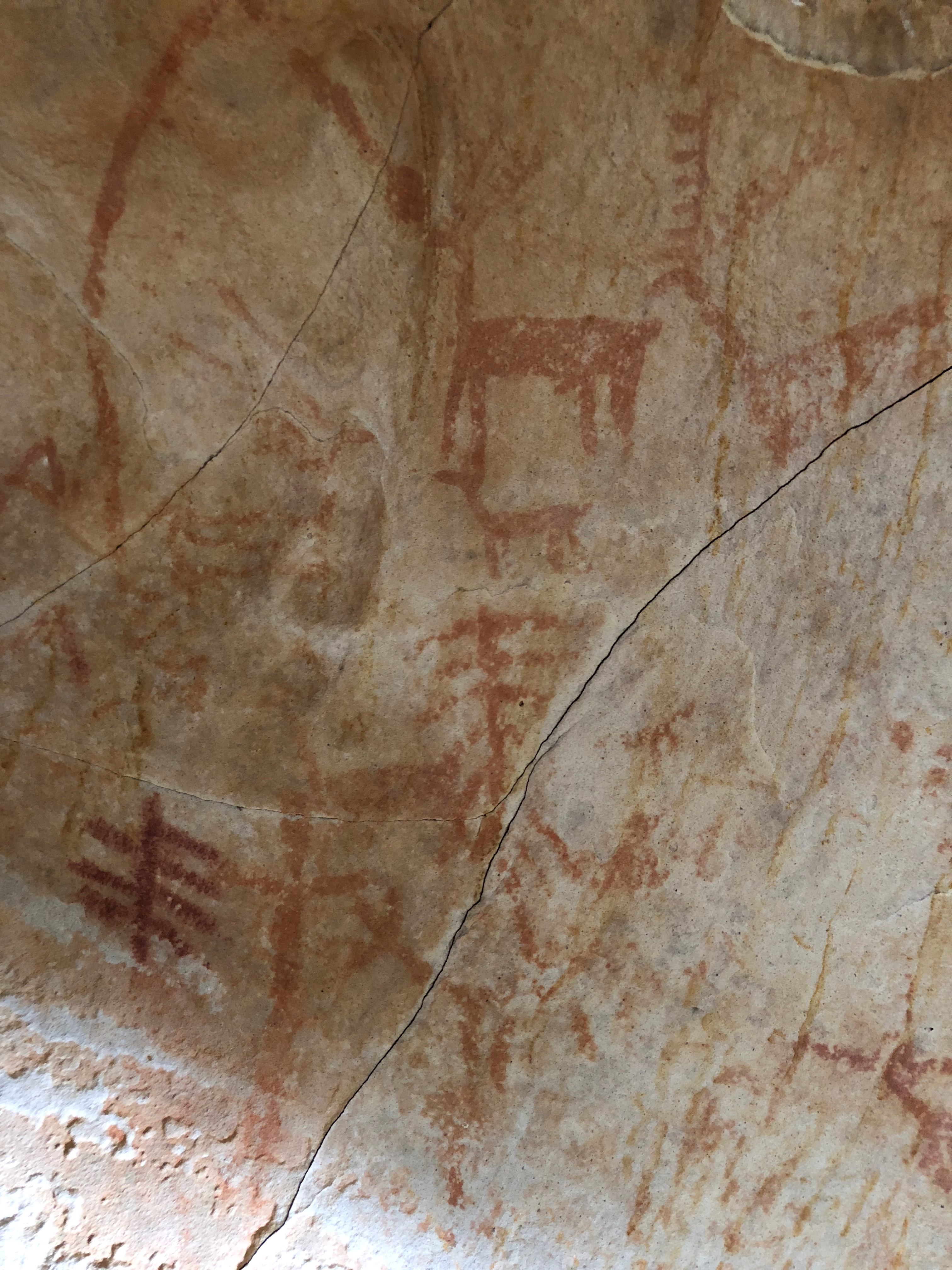
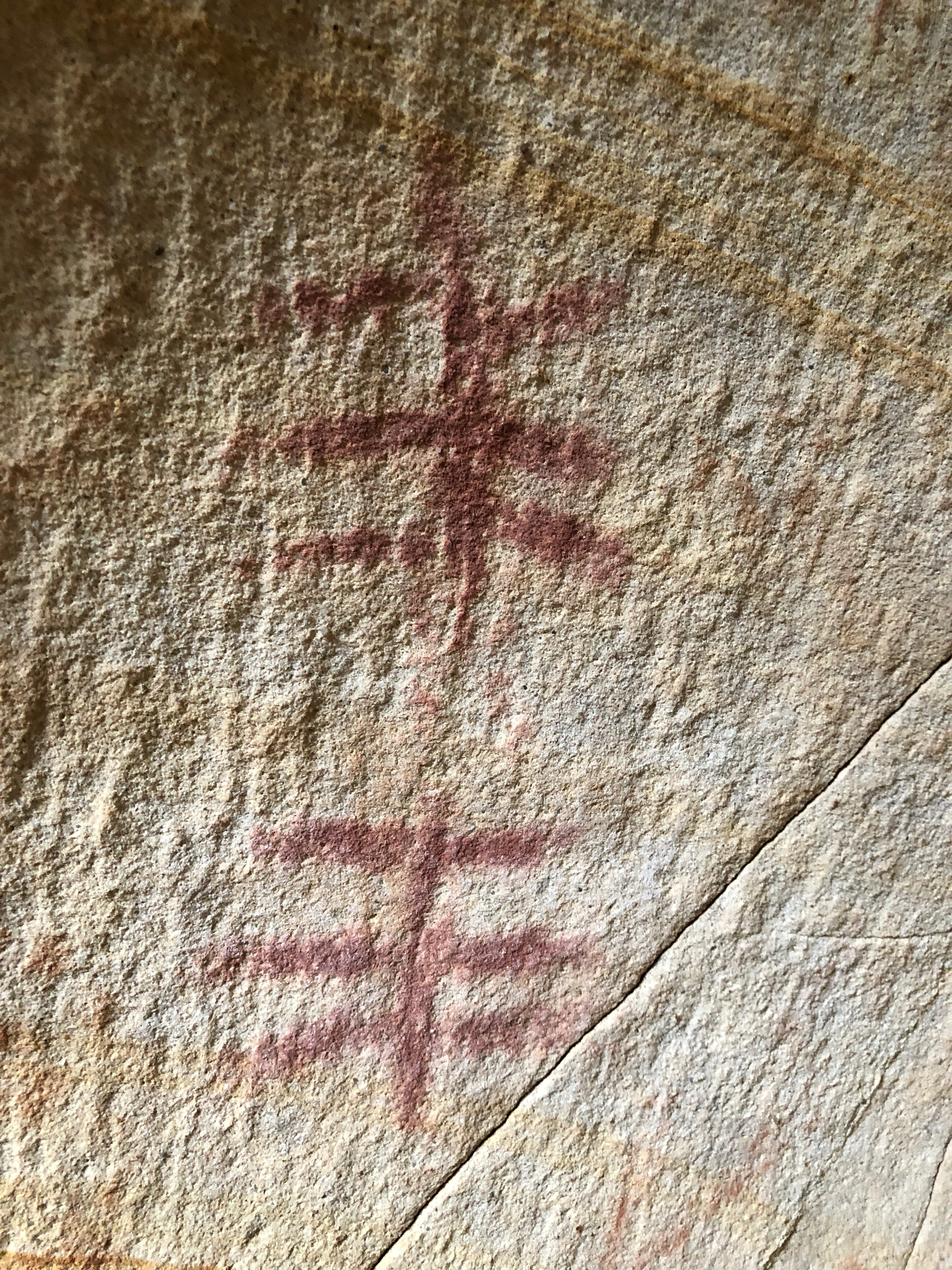
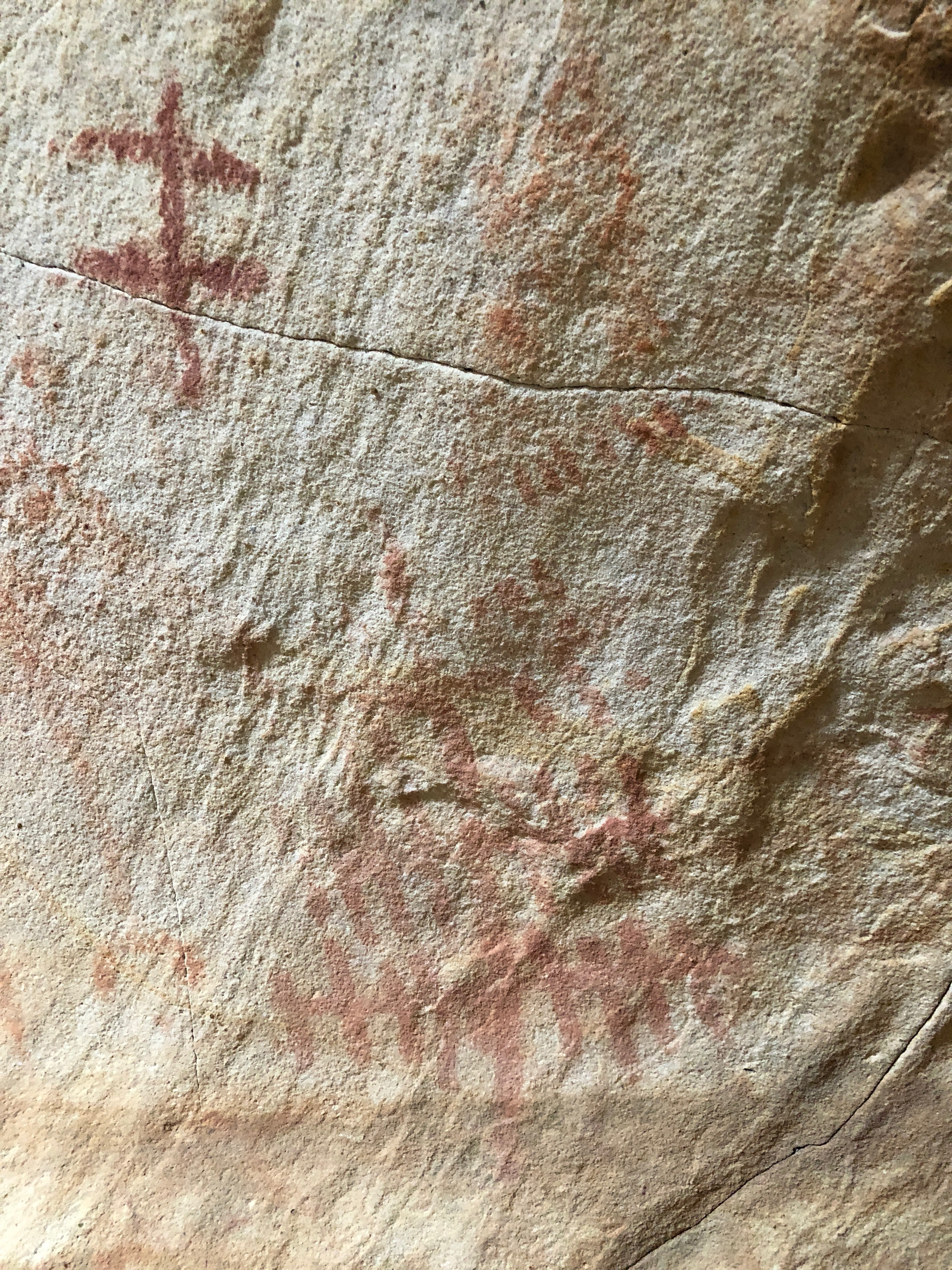
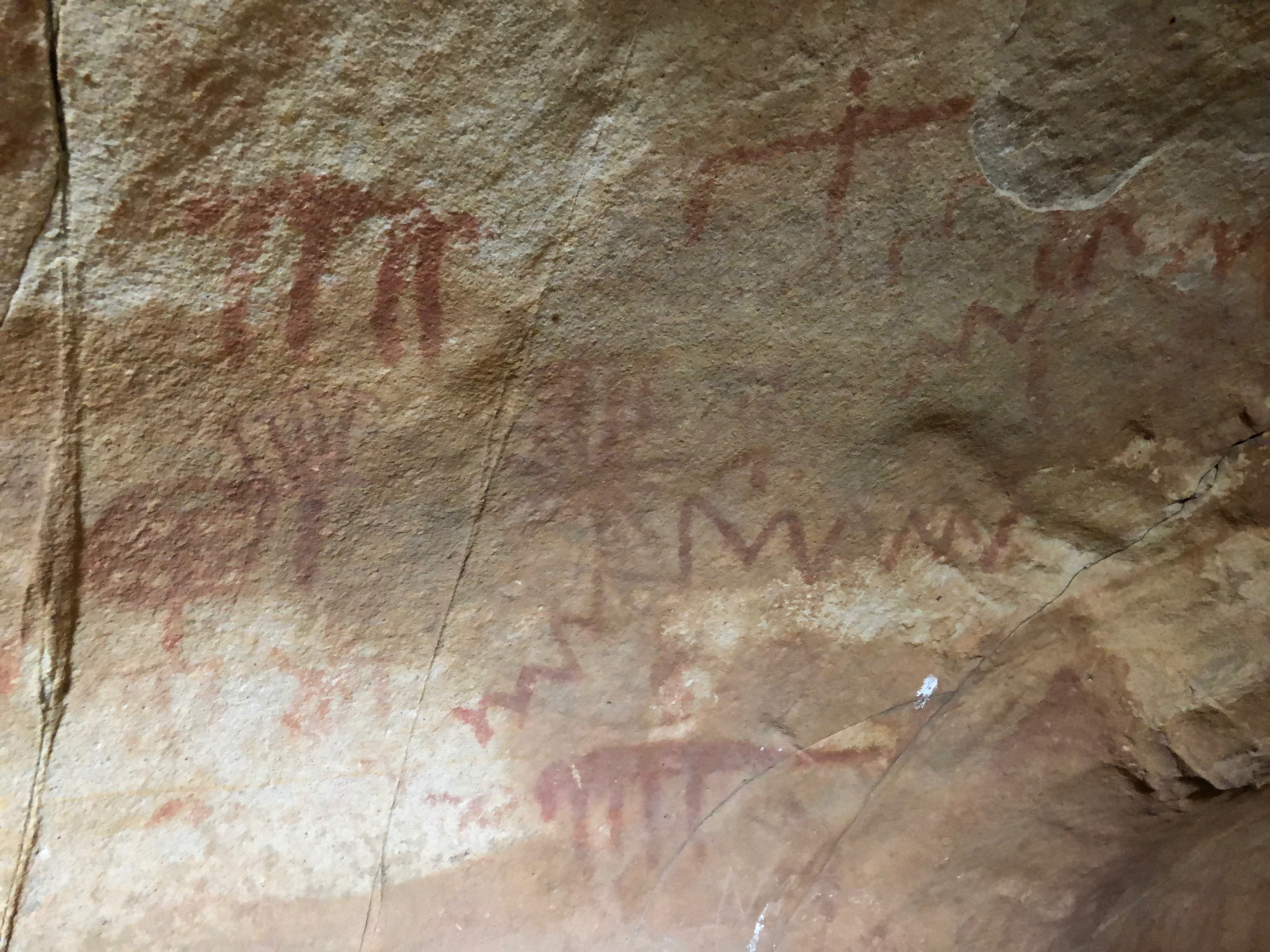
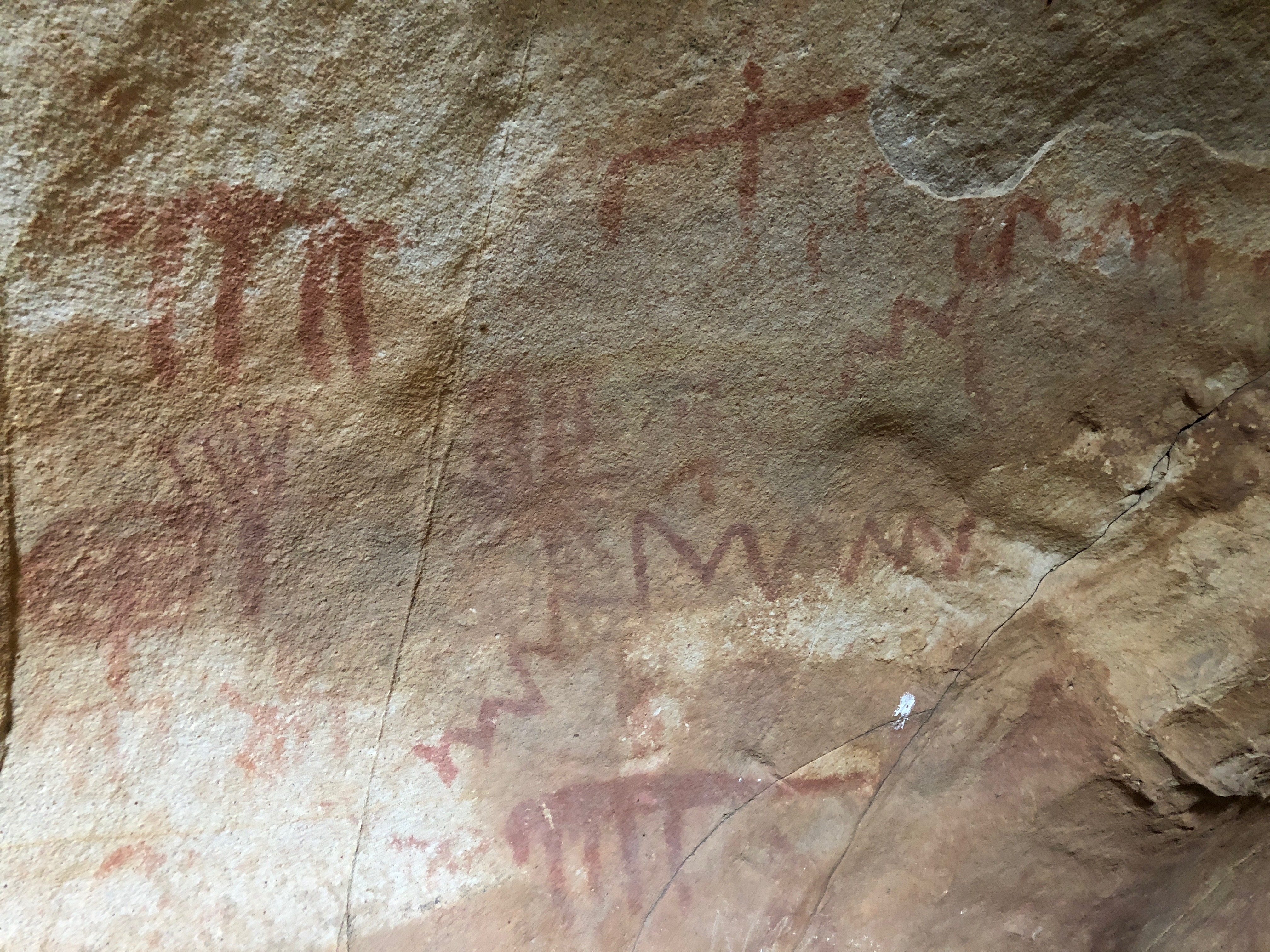
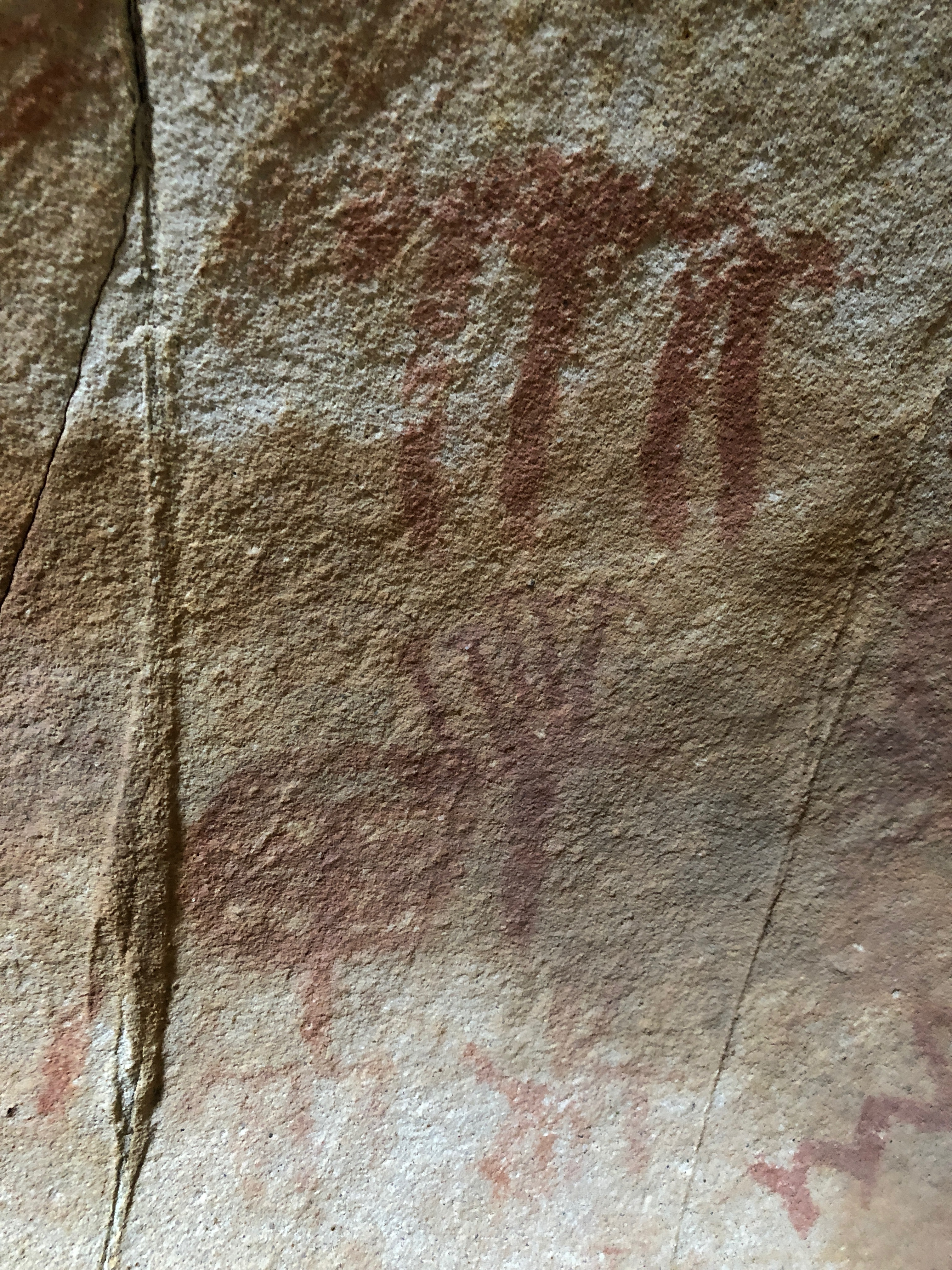
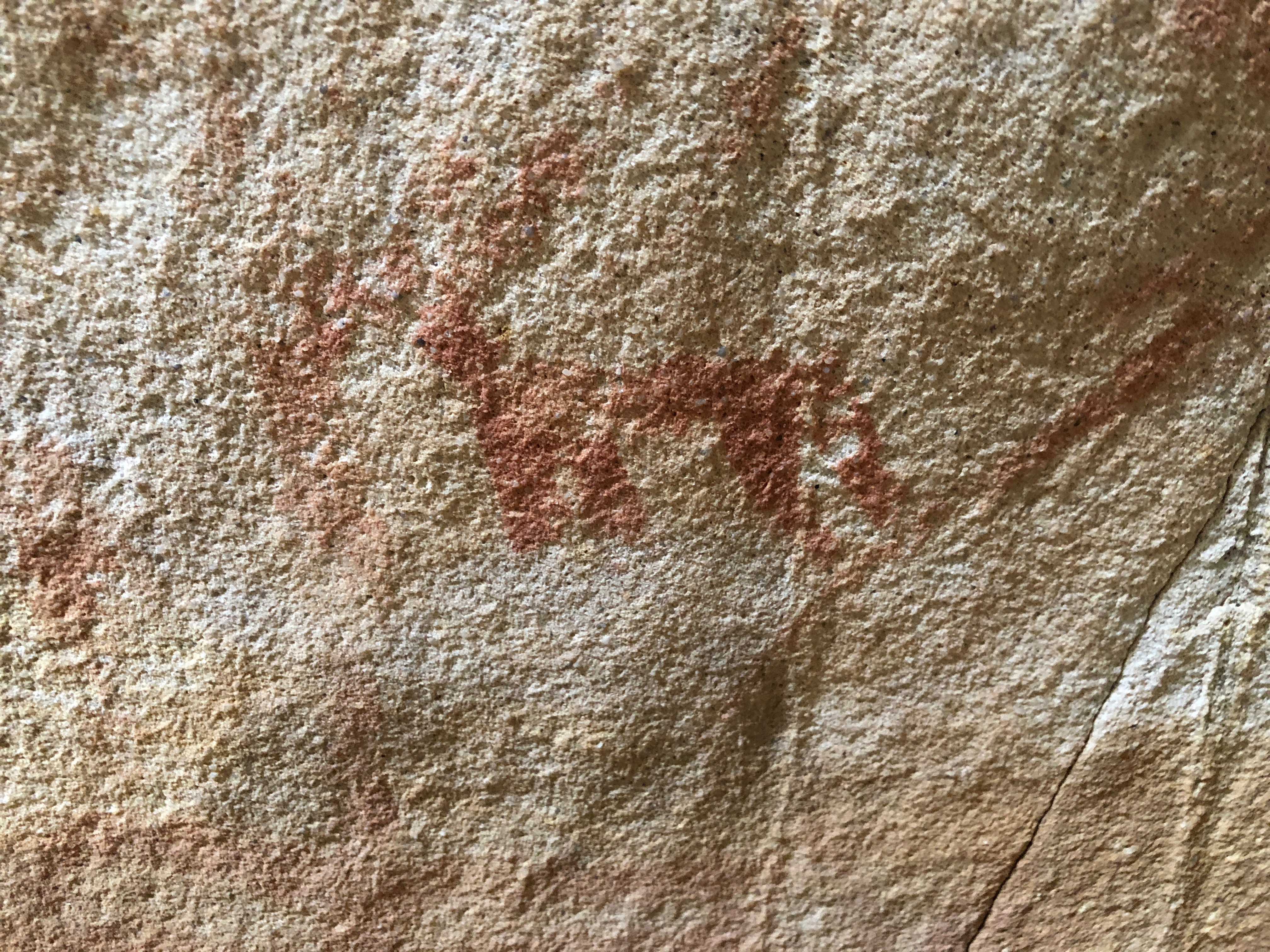
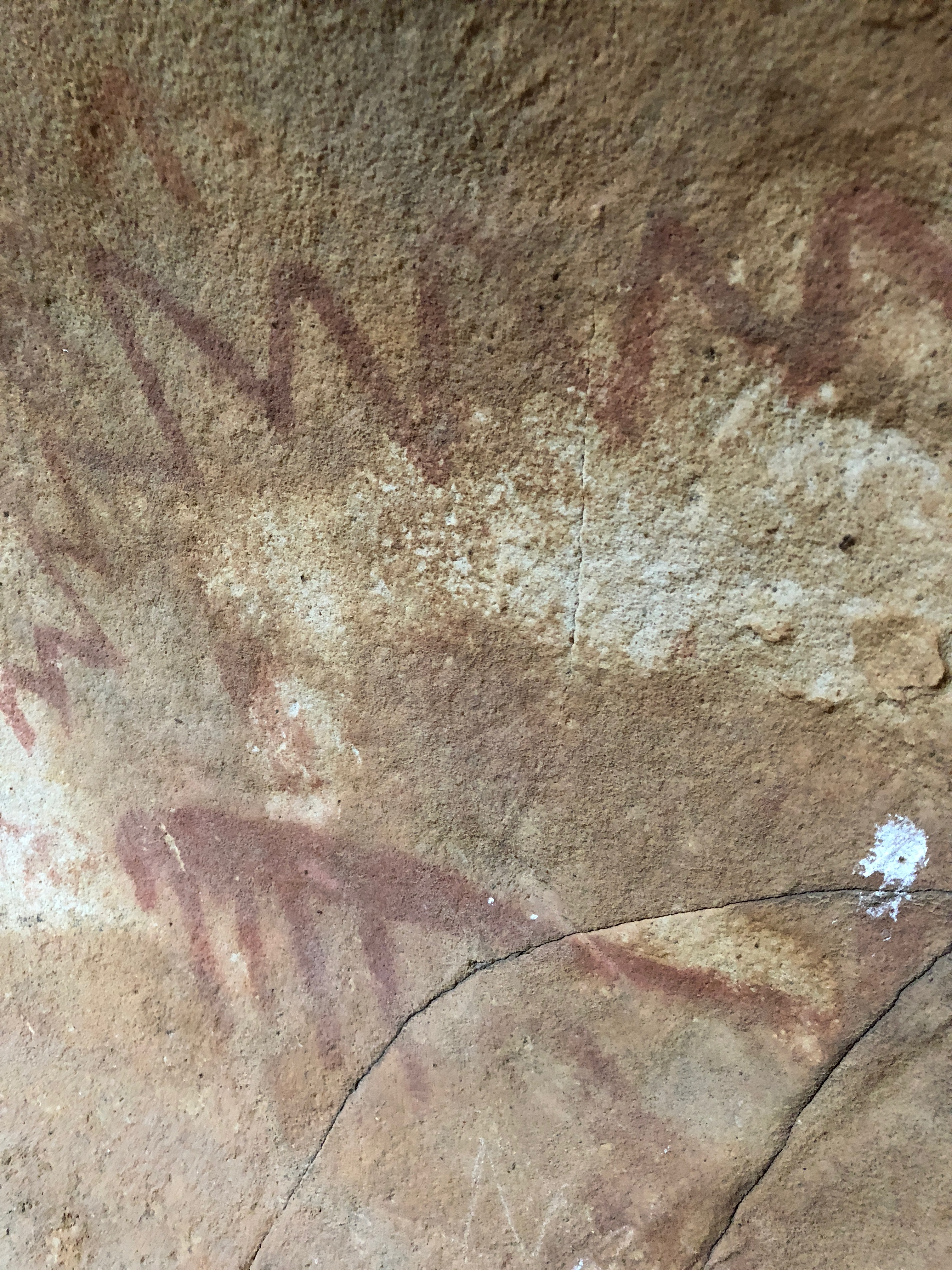